# Circo de Nerón

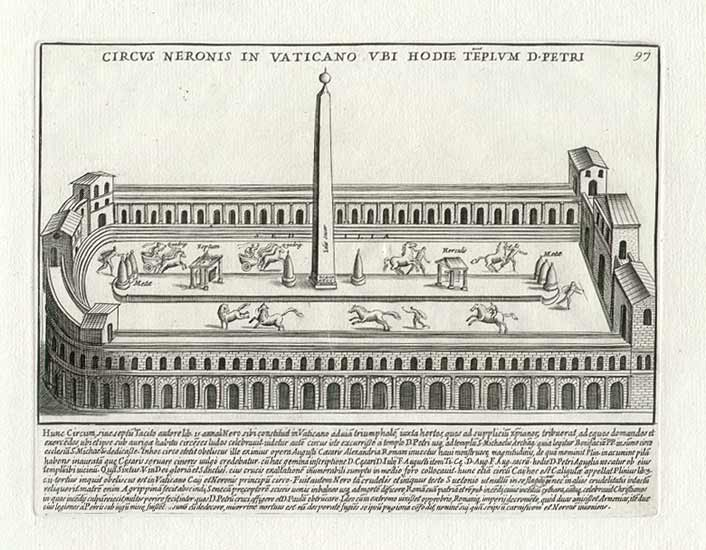
Grabado del circo de Nerón (Pietro Santi Bartoli, 1699).

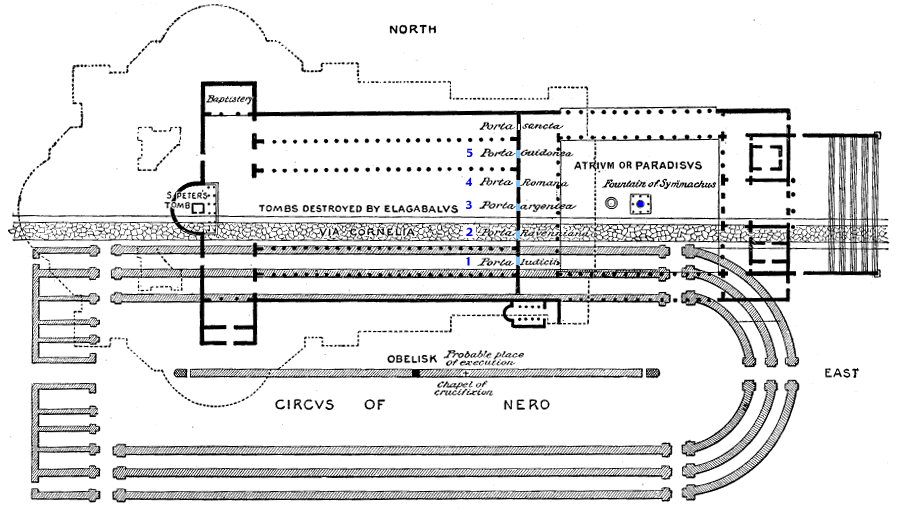
Una interpretación desde el inicio de la ubicación relativa del circo, y las basílicas medieval y actual de San Pedro; las interpretaciones modernas difieren; ver plano: "Esquema de San Pedro, el Antiguo San Pedro, y el Circo de Nerón".

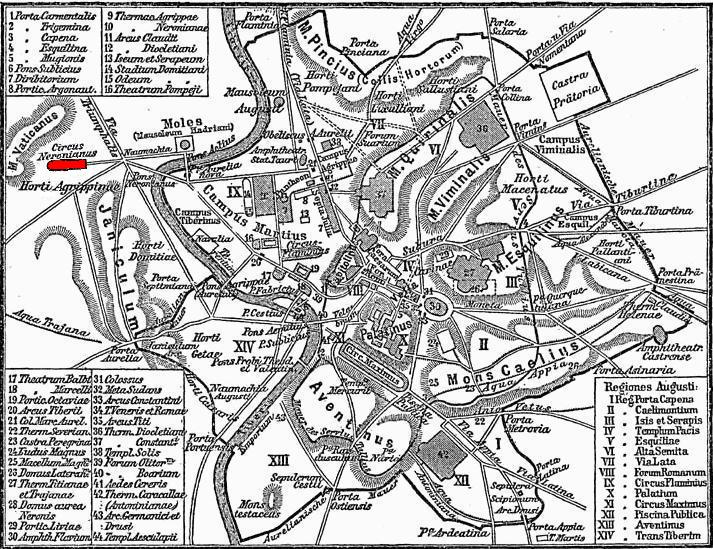
Señalada en rojo, el área en que antiguamente estaba el Circo de Nerón.

El Circo de Nerón fue un edificio dedicado en la Antigua Roma, a los espectáculos públicos. Estaba ubicado en la Colina Vaticana, que entonces estaba fuera de los muros de la ciudad.
La obra fue comenzada por Calígula, quien la ubicó dentro de una villa de su madre, Agripina la Mayor. Cuando ésta murió, Nerón heredó la propiedad y la finalizó. El Circo de Nerón era privado, y había carreras de caballos y de cuadrigas. En algunas ocasiones se abría al público.
El obelisco que está al centro de la plaza de San Pedro, en Roma, había sido traído por Calígula en el año 37 d. C. desde la ciudad de Heliópolis, en Egipto, y colocado en el Circo de Nerón. Se trasladó a la plaza de San Pedro el año 1586.